# نکو کیس
نکو کیس (انگلیسی: Neko Case؛ زادهٔ ۸ سپتامبر ۱۹۷۰)  یک موسیقی‌دان، ترانه‌سرا و آهنگساز اهل ایالات متحده آمریکا است. وی از سال ۱۹۹۴ میلادی تاکنون مشغول فعالیت بوده‌است. کیس بیشتر به خاطر انجام تمام کارهای موسیقی‌اش به صورت انفرادی مشهور است هر چند از کمک به گروه‌های دیگر هم به عنوان یک عضو مشترک دریغ نمی‌ورزد، هم‌اکنون کیس عضو گروه ایندی راک کانادایی نیو پورنوگرافرز است